# Artikutza-Bahn
| Gleisbau am Bauernhaus von Artikutza |                                                                 |                             |           |
| Streckenlänge: | 28,5 km                                                         |                             |           |
| Spurweite: | Ab 1894: 500 mm, Ab 1896: 600 mm                                |                             |           |
| Maximale Neigung: | Adhäsion: 15, 12, 20 und 25 ‰ Standseilbahn: 410, 387 und 310 ‰ |                             |           |
| |                                                                 |                             |           |
| Schmalspurbahn- (rosa) und Standseilbahnstrecken (blau)\| \| \| \| m ü. NHN \| \| \| 0 \| Lezo-Errenteria \| 10 \| \| \| \| \| \| \| \| \| 1,5 % \| \| \| \| \| \| \| \| \| 9,4 \| Zorolla \| 145 \| \| \| \| Standseilbahn, 600 m, 41 %[1] \| \| \| \| 10,0 \| Danborre \| 420 \| \| \| \| 1,2 % \| \| \| \| 14,8 \| Gogorregi \| 475 \| \| \| \| Standseilbahn 400 m, 38,7 %[1] \| \| \| \| 15,2 \| \| 630 \| \| \| \| \| \| \| \| 16,2 \| Bianditz \| 676 \| \| \| \| 2 % \| \| \| \| 23,5 \| Planoburu \| 525 \| \| \| \| Standseilbahn 680 m, 31 %[1] \| \| \| \| \| Urgurutz \| 375 \| \| \| \| Artikutza \| \| \| \| \| \| \| \| \| 24,2 \| \| 313 \| \| \| 25,5 \| Olazubieta \| 310 \| \| \| \| 2,5 % \| \| \| \| 28,5 \| Elama \| 400 \| |                                                                 |                             |           |
| |                                                                 |                             | m ü. NHN  |
| Kopfbahnhof Streckenanfang (Strecke außer Betrieb) | 0                                                               | Lezo-Errenteria             | 10        |
| Tunnel (Strecke außer Betrieb) |                                                                 |                             |           |
| Strecke (außer Betrieb) |                                                                 | 1,5 %                       | 1,5 %     |
| Tunnel (Strecke außer Betrieb) |                                                                 |                             |           |
| Bahnhof mit U-Bahn Streckenende (Strecke außer Betrieb) | 9,4                                                             | Zorolla                     | 145       |
| |                                                                 | Standseilbahn, 600 m, 41 %  |           |
| Bahnhof mit U-Bahn Streckenanfang (Strecke außer Betrieb) | 10,0                                                            | Danborre                    | 420       |
| Tunnel (Strecke außer Betrieb) |                                                                 | 1,2 %                       | 1,2 %     |
| Bahnhof mit U-Bahn Streckenende (Strecke außer Betrieb) | 14,8                                                            | Gogorregi                   | 475       |
| |                                                                 | Standseilbahn 400 m, 38,7 % |           |
| Bahnhof mit U-Bahn Streckenanfang (Strecke außer Betrieb) | 15,2                                                            |                             | 630       |
| Tunnel (Strecke außer Betrieb) |                                                                 |                             |           |
| Bahnhof (Strecke außer Betrieb) | 16,2                                                            | Bianditz                    | 676       |
| Strecke (außer Betrieb) |                                                                 | 2 %                         | 2 %       |
| Bahnhof mit U-Bahn Streckenende (Strecke außer Betrieb) | 23,5                                                            | Planoburu                   | 525       |
| |                                                                 | Standseilbahn 680 m, 31 %   |           |
| Strecke (außer Betrieb) · Kopfbahnhof Streckenanfang (Strecke außer Betrieb) |                                                                 | Urgurutz                    | 375       |
| Strecke (außer Betrieb) · Haltepunkt / Haltestelle (Strecke außer Betrieb) |                                                                 | Artikutza                   | Artikutza |
| Abzweig geradeaus und von links (Strecke außer Betrieb) · Strecke nach rechts (außer Betrieb) |                                                                 |                             |           |
| Bahnhof (Strecke außer Betrieb) | 24,2                                                            |                             | 313       |
| Bahnhof (Strecke außer Betrieb) | 25,5                                                            | Olazubieta                  | 310       |
| Strecke (außer Betrieb) |                                                                 | 2,5 %                       | 2,5 %     |
| Kopfbahnhof Streckenende (Strecke außer Betrieb) | 28,5                                                            | Elama                       | 400       |

Die Artikutza-Bahn (baskisch Artikutzako Trena) war eine von 1905 bis 1917 mit vier Dampflokomotiven betriebene 28,5 km lange Schmalspur- und Standseilbahn bei Artikutza und Goizueta im spanischen Baskenland.

## Geschichte
Bei Artikutza gab es am Ende des 19. und Anfang des 20. Jahrhunderts ein Industriegebiet mit Eisen- und Kaolinbergwerken, Eisenhütten und Sägewerken. Ab etwa 1894 führte eine kurvenreiche Decauville-Bahn dorthin, die mit von Ochsen gezogenen Wagen befahren wurde. Anfangs, zur Zeit von Raimunda Carriquiri hatte die Strecke eine Spurweite von 500 mm. Sie führte wohl von Elama über Artikutza nach Urgurutz.
Als Cinto und Loubière um 1896 in Artikutza tätig wurden, wurde die Strecke auf 600 mm Spurweite umgespurt, damit eine Decauville-Dampflokomotive verwendet werden konnte. Der Transport war aber weiterhin langsam und anstrengend, so dass die ursprüngliche Strecke durch eine 1905 gebaute, sehr viel kürzere Strecke mit drei Standseilbahnabschnitten und vier Schmalspurbahnabschnitten abgelöst wurde. Auf den nur durch die Schwerkraft bedienten, zweigleisigen Standseilbahnabschnitten mussten die bergabfahrenden Güterwagen schwerer sein als die bergauffahrenden. Dafür wurden auch mit gefüllten Wassertanks beladene Güterwagen eingesetzt.
Der Höhenunterschied zwischen Lezo und Errenteria betrug 675 Meter. Auf der gesamten Strecke befanden sich vier Dampflokomotiven und 61 Wagen. Auf jeder Fahrt wurden 2 Wagen mit je 2 Tonnen Leergewicht und bis zu 12 Tonnen Ladung transportiert. Es gab zur Blütezeit bis zu vier Fahrten pro Tag in jede Richtung. Die wichtigsten Transportgüter waren Eisen, Kohle, Kaolin, Paletten, Geländer und Bauholz. Außerdem diente die Bahn gelegentlich dem Personenverkehr. Jeder Zug wurde von drei Mitarbeitern bedient (Lokführer, Heizer und Bremser). Insgesamt waren 30 Personen für den Bahnbetrieb beschäftigt. Der Lokführer verdiente 5 Peseten pro Tag und die anderen Mitarbeiter jeweils 2,50 Peseten. Die Frachtkosten für eine Fahrt betrugen 2 Peseten pro Tonne.
Die Bergwerke wurden ab 1917 geschlossen, woraufhin die Schmalspurbahn abgebaut wurde. Der Stadtrat von San Sebastián, erwarb das Gebiet, um die Trinkwasserversorgung seiner immer größer werdenden Stadtbevölkerung zu gewährleisten. Daraufhin wurden alle industriellen und bergbaulichen Aktivitäten beendet, und die meisten Arbeiter verließen das Tal. Die Natur hat das ganze Tal zurückerobert, nachdem es zum Trinkwasserschutzgebiet erklärt wurde, aber der aufmerksame Wanderer kann hier und da noch Tunnel und Reste der Trasse finden, die 1905 für den Bahntransport angelegt worden sind.

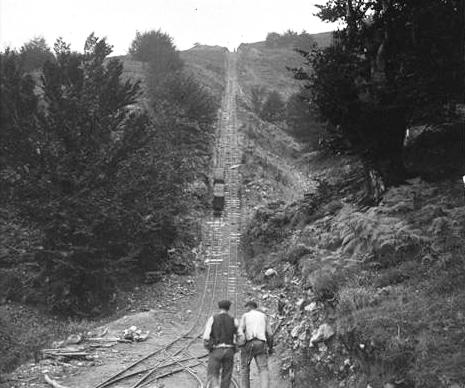
Standseilbahn bei Gogorregi
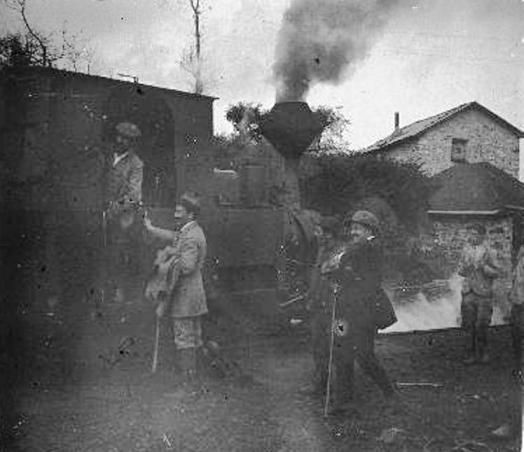
Am Planoburu-Haus bei Artikutza
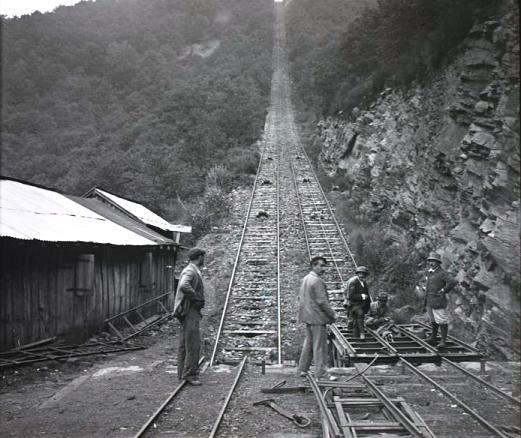
Standseilbahn bei San Rafael